# Taxi de nuit (film, 1950)
Pour les articles homonymes, voir Taxi de nuit.
Taxi de nuit (Taxi di notte) est un film italien réalisé par Carmine Gallone, sorti en 1950. 

## Fiche technique
- Titre : Taxi de nuit
- Titre original : Taxi di notte
- Réalisation : Carmine Gallone
- Scénario : Aldo De Benedetti d'après un article de Bruno D'Agostini
- Production : Carmine Gallone
- Pays d'origine : Italie
- Format : Noir et Blanc
- Genre : comédie
- Durée : 88 minutes
- Dates de sortie : 1950

## Distribution
- Beniamino Gigli : Nello Spadoni
- Danielle Godet : Laura Morani
- Philippe Lemaire : Alberto Franchi
- Virginia Belmont : Luisa Forenti
- Carlo Ninchi : Forenti
- William Tubbs : William Simon
- Pina Piovani